# 天主教格羅德諾教區
天主教格羅德諾教區（拉丁語：Dioecesis Grodnensis）是白俄羅斯一個羅馬天主教教區。
範圍包括格羅德諾州。屬明斯克-莫吉廖夫總教區。面積25,000平方公里，2004年有教友600,000人、170個堂區、185名司鐸。
1991年4月13日自維爾紐斯總教區升為教區。現任主教為亞歷山大·卡什凱維奇。